# Mondegreen
Een mondegreen of mama appelsap is een psychoakoestisch verschijnsel waarbij een verkeerd verstaan gedeelte van een tekst, zoals van een liedje of een gedicht, door de hersenen van de luisteraar automatisch aangepast wordt tot een voor hem of haar herkenbare en betekenisvolle zinsnede. De luisteraar hoort dus verkeerd andere maar quasi-homofone (gelijkluidende) woorden dan er in de oorspronkelijke tekst te horen zijn. De kans op het ontstaan van een mondegreen is groter als de tekst niet in de moedertaal van de toehoorder is, maar het verschijnsel komt ook in de eigen taal van de toehoorder voor.

## Verklaring en etymologie
De mondegreen dankt zijn naam aan een strofe uit het Schotse gedicht The Bonny Earl of Murray uit de collectie Reliques of Ancient English Poetry (1765), verzameld door Thomas Percy (bisschop van Dromore). De eerste strofe van dit gedicht eindigt met de tekst They have slain the Earl of Murray / and they laid him on the green. Als kind verstond de Amerikaanse schrijfster Sylvia Wright dit als They have slain the Earl of Murray / and the Lady Mondegreen. In 1954 gaf zij de naam van deze niet bestaande dame aan het verschijnsel.
In de cognitieve psychologie wordt een mondegreen, ook wel een idiosyncrasie genoemd, verklaard door de 'voorkeur voor bevestiging' ('confirmation bias'), d.w.z. de reflex van de menselijke hersenen om bij niet-herkenning van bepaalde woorden, instinctief op zoek te gaan naar de eerste, voor de luisteraar meest vertrouwde betekenis. Door deze negatieve entropie (omzetting van zinloze chaos naar zinvolle ordening) ontstaat er een vorm van auditieve illusie of akoestische pareidolie.

## Popmuziek
Popmuziek geeft regelmatig aanleiding tot mondegreens. In Purple Haze van Jimi Hendrix bijvoorbeeld wordt de zin "Excuse me, while I kiss the sky" nogal eens verstaan als "Excuse me, while I kiss this guy". Op deze mondegreen is de naam van de website KissThisGuy.com gebaseerd, waar veel Mondegreens zijn verzameld.
In Duitsland staat het fenomeen bekend onder de naam Agathe Bauer, vernoemd naar het nummer The Power van Snap!, waarin I got the power wordt gerapt.

## Nederlands
Een algeheel geaccepteerd Nederlands woord voor het Engelse woord mondegreen is nog niet ingeburgerd. Er zijn verschillende termen voorgesteld, zoals 'verluistering' en 'verhoring', afgeleid van het Duitse verhören en het Engelse misheard. De Nederlandse taalkundige Nicoline van der Sijs stelde het woord huldebiet voor, naar een Nederlandse mondegreen die geheel parallel loopt met 'Lady Mondegreen'. Die term werd haar aangereikt door een jongetje dat op school 'Neem mijn stem, opdat mijn lied / U, mijn Koning, hulde biedt' (Gezang 473 in het Liedboek voor de Kerken) had meegezongen. "Juf", vroeg hij na afloop, "wie is eigenlijk koning Huldebiet?"
Een voorbeeld van een Nederlands nummer dat door veel mensen als slecht verstaanbaar wordt ervaren, en zodoende als een bron van mondegreens is gaan gelden, is Zwart wit van de Frank Boeijen Groep. Dit wordt onder meer veroorzaakt door de zinnen "Denk niet zwart wit / maar in de kleur van je hart" en "Wie wil er bloed op de achterbank / van de werkelijkheid?", die respectievelijk verstaan worden als "Denk niet zwart wit / maar in de kleur van je haar", en "Dierinnenbloed op de achterbank / van een edele geit". Anderen zouden zweren dat De Spelbrekers op het Eurovisiesongfestival van 1962 met het liedje (kleine kokette) Katinka het meisje van het frituurkraam (kroketten-Katinka) bezongen.

### Radio-itemMama appelsap
Het Nederlandse radiostation 3FM had in het programma Superrradio (voorheen Timur Open Radio) een item waarin luisteraars mondegreens konden insturen met de naam mama appelsap. Het programma-item is bedacht door 3FM-dj Timur Perlin. Mama appelsap dankte zijn naam aan het nummer Wanna Be Startin' Somethin' van Michael Jackson waarvan sommige mensen aangeven dat zij er de tekst Mama say mama sa mam(a)appelsap in horen. De oorspronkelijke tekst is Mama ko mama sa maka makoosa en komt uit het nummer Soul Makossa van Manu Dibango. Dit item wordt sinds januari 2025 op JOE uitgezonden als Papa Appelsap. Het onderwerp werd ook gebruikt in het televisieprogramma Doe Maar Normaal, dat werd gepresenteerd door Sander Lantinga en in 2009 ook in het zomerprogramma De zwarte doos op VTM. Ook werden "mama appelsapjes" behandeld in het tv-programma De Wereld Draait Door. 